# Dirección de Recursos Minerales
Mit Dirección de Recursos Minerales wird in Paraguay der Geologische Dienst des Landes bezeichnet. Die Behörde hat ihren Sitz in San Lorenzo.

## Aufgaben
Der Geologische Dienst von Paraguay ist eine Struktureinheit im Ministerio de Obras Públicas y Comunicaciones (deutsch: „Ministerium für öffentliche Arbeiten und Kommunikation“), der als Abteilung im Viceministerio de Minas y Energía (Vizeministerium für Bergbau und Energie) geführt wird, wo unter Verantwortung des Vizeministers weitere unterstellte Regierungsstellen zu Fragen der Energiepolitik und der Erdölgeologie unter der offiziellen Strukturbezeichnung Gabinete del Viceministro de Minas y Energía (Amt des Vizeministers für Bergbau und Energie) zusammengefasst sind.
Weil die systematische geologische Erkundung des Landes erst wenige Jahrzehnte zurückliegt und der industriell ausgerichtete Bergbau im Jahre 1992 begann, befindet sich die Fachbehörde in einer Aufbauphase. Zu ihrem Aufgabenbereich gehört eine Reaktivierung des Bergbausektors durch Konzepte für eine aktuelle Rohstoffpolitik des Landes, deren Zielrichtung aus drei Punkten besteht:
- Förderung von Investitionen im Bereich der Bodenschätze,
- Förderung der Aktualisierung von Gesetzen und Vorschriften,
- Zentralisierung der Aktivitäten des Sektors.

In der Praxis wird durch Paraguays Regierung eine rationelle und systematische Nutzung der vorhandenen Rohstoffvorkommen durch privatwirtschaftliche Investitionen angestrebt, die zu einem stabilen Wachstum von Produktion, Einkommen und Beschäftigung, Exporten und reale Deviseneinnahmen führen soll.

## Geschichte
Die administrative Zuständigkeit für die hoheitlich Aufgabenbereiche im Bergbau und der Geologie wurde seit den 1950er Jahren von der Dirección de Recursos Minerales (deutsch etwa: „Direktion für mineralische Rohstoffe“) des Ministeriums für öffentliche Arbeiten und Kommunikation (MOPC) wahrgenommen.
Zur Gründung des Untersekretariats für Energie und Bergbau im Ministerium für öffentliche Arbeiten und Kommunikation (MOPC) kam es im Februar 1990 auf Grundlage des Dekrets Nr. 5/91. Damit erfolgte die Festlegung der aktuellen Organisationsstruktur des Ministeriums. Mit dem Gesetz Nr. 167/93 erfolgten nochmals Änderungen an der ministeriellen Struktur und die Genehmigung zur Errichtung des Gabinete del Viceministro de Minas y Energía (Amt des Vizeministers für Bergbau und Energie) mit den Abteilungen Dirección de Recursos Minerales und die Dirección de Recursos Energéticos Primarios.
Die Entwicklung des Montan- und Energiesektors in Paraguay führte 2005 zur Gründung der Direktion für Kohlenwasserstoffe und auf Basis eines neuen Gesetzes in 2007 zur Gründung des Servicio Geológico y Minero del Paraguay (Geologie- und Bergbaudienst Paraguays, Gesetz 3180/07), um die derzeitige Dirección de Recursos Minerales zu ersetzen.